# VM i håndbold 2007 (kvinder)
Verdensmesterskabet i håndbold for kvinder 2007 var det 18. (indendørs) VM i håndbold for kvinder. Slutrunden, som havde deltagelse af 24 hold, blev afviklet i Frankrig i perioden 2. – 16. december 2007. Frankrig, som blev verdensmestre ved VM i 2003, var VM-værtsland for første gang, og det var ottende gang i træk at VM i kvindehåndbold blev afholdt i Europa.
For første gang siden VM i 1986 i Holland var Danmark – nr. 4 ved VM 2005 og regerende olympiske mestre – ikke repræsenteret ved VM og dermed uden mulighed for at kvalificere sig til OL. De danske kvinder blev slået af Ukraine i en af playoff-kampene i den europæiske kvalifikation. Heller ikke Holland, der sluttede som nr. 5 ved sidste VM, formåede at kvalificere sig til slutrunden i Frankrig. Hollænderne tabte til Kroatien i en af de europæiske playoff-kampe.
Rusland forsvarede den VM-titel, som holdet vandt ved VM i 2005 på hjemmebane, på fornemste vis. I finalen blev det til en sejr på 29-24 over europamestrene fra Norge. Bronzemedaljerne gik til Tyskland, der vandt bronzekampen 36-35 over Rumænien efter forlænget spilletid og efter undervejs at have været bagud med otte mål.
| VM 2007 | VM 2007  |
| ------- | -------- |
| Guld    | Rusland  |
| Sølv    | Norge    |
| Bronze  | Tyskland |
| 4.      | Rumænien |
| 5.      | Frankrig |
| 6.      | Sydkorea |
| 7.      | Angola   |
| 8.      | Ungarn   |

| VM 2007 | VM 2007    |
| ------- | ---------- |
| 9.      | Kroatien   |
| 10.     | Spanien    |
| 11.     | Polen      |
| 12.     | Makedonien |
| 13.     | Ukraine    |
| 14.     | Brasilien  |
| 15.     | Tunesien   |
| 16.     | Østrig     |

| VM 2007 | VM 2007     |
| ------- | ----------- |
| 17.     | Congo       |
| 18.     | Kasakhstan  |
| 19.     | Japan       |
| 20.     | Argentina   |
| 21.     | Kina        |
| 22.     | Domin. Rep. |
| 23.     | Paraguay    |
| 24.     | Australien  |

De 24 hold spillede ikke kun om VM-medaljer og -placeringer men også om én plads ved OL-slutrunden i Beijing i 2008 og seks pladser i kvalifikationsturneringerne til OL. Pladsen ved slutrunden gik til det hold, som blev verdensmester, dvs. Rusland. De seks pladser i kvalifikationsturneringerne gik til de seks bedst placerede hold, der ikke ellers kvalificerede sig til OL som enten værtsland (Kina), verdensmestre (Rusland), europamestre (Norge), amerikamestre (Brasilien), afrikamestre (Angola) eller vindere af Asiens OL-kvalifikation (Sydkorea).
De seks hold, der på denne vis sikrede sig pladser i OL-kvalifikationsturneringerne, blev følgelig holdene placeret på 3., 4., 5., 8., 9., og 10.-pladsen: Tyskland, Rumænien, Frankrig, Ungarn, Kroatien og Spanien, hvoraf de tre førstnævnte endvidere sikrede sig hjemmebanefordel i de tre kvalifikationsturneringer.

## Slutrunde
Slutrunden, som havde deltagelse af 24 hold, blev afviklet efter følgende overordnede plan: De 24 hold blev inddelt i seks grupper med fire hold i hver. De to bedste hold fra hver gruppe gik videre til hovedrunden om placeringerne 1-12, hvor der blev spillet i to grupper med seks hold. De fire bedste hold fra hver af hovedrundegrupperne gik videre til kvartfinalerne, mens nr. 5 spillede om 9.- 10.-pladsen, og 6'erne spillede om placeringerne 11-12. Vinderne af kvartfinalerne spillede om 1.- 4.-pladsen, mens taberne spillede placeringskampe om placeringerne 5-8.
Nr. 3 fra hver af de indledende grupper spillede President's Cup om placeringerne 13-18, mens firerne måtte tage til takke med placeringskampe om 19.- 24.-pladsen. 

### Indledende runde
Lodtrækningen til gruppeinddelingen i den indledende runde blev foretaget den 20. juni 2007 i Paris. Resultatet af lodtrækningen blev (med holdene angivet i seedningsrækkefølge):
| Gruppe A   |
| ---------- |
| Frankrig   |
| Kroatien   |
| Argentina  |
| Kasakhstan |

| Gruppe B   |
| ---------- |
| Rusland    |
| Brasilien  |
| Makedonien |
| Australien |

| Gruppe C    |
| ----------- |
| Norge       |
| Østrig      |
| Angola      |
| Domin. Rep. |

| Gruppe D |
| -------- |
| Rumænien |
| Polen    |
| Kina     |
| Tunesien |

| Gruppe E |
| -------- |
| Ungarn   |
| Spanien  |
| Japan    |
| Congo    |

| Gruppe F |
| -------- |
| Tyskland |
| Sydkorea |
| Ukraine  |
| Paraguay |

De indledende grupper blev spillet i Nantes, Saint-Brieuc, Lyon, Nîmes, Toulon og Pau.
De to bedste hold fra hver gruppe gik videre til hovedrunden om placeringerne 1-12. Holdene der sluttede som nr. 3 og 4 i de indledende grupper spiller "President's Cup" om de sekundære placeringer 13-24.
| Dato  | Kamp                   | Res.  |
| ----- | ---------------------- | ----- |
| 2.12. | Kroatien - Kasakhstan  | 35-25 |
| 2.12. | Frankrig - Argentina   | 37-12 |
| 3.12. | Argentina - Kroatien   | 18-35 |
| 3.12. | Kasakhstan - Frankrig  | 20-31 |
| 4.12. | Argentina - Kasakhstan | 22-26 |
| 4.12. | Frankrig - Kroatien    | 28-26 |

| Gruppe A   | Kampe | Mål   | Point |
| ---------- | ----- | ----- | ----- |
| Frankrig   | 3     | 96-58 | 6     |
| Kroatien   | 3     | 96-71 | 4     |
| Kasakhstan | 3     | 71-88 | 2     |
| Argentina  | 3     | 52-98 | 0     |

| Dato  | Kamp                    | Res.  |
| ----- | ----------------------- | ----- |
| 2.12. | Brasilien - Australien  | 36-09 |
| 2.12. | Rusland – Makedonien    | 27-22 |
| 3.12. | Australien – Rusland    | 07-40 |
| 3.12. | Makedonien – Brasilien  | 26-22 |
| 4.12. | Makedonien – Australien | 30-13 |
| 4.12. | Rusland – Brasilien     | 31-31 |

| Gruppe B   | Kampe | Mål     | Point |
| ---------- | ----- | ------- | ----- |
| Rusland    | 3     | 98-60   | 5     |
| Makedonien | 3     | 78-62   | 4     |
| Brasilien  | 3     | 89-66   | 3     |
| Australien | 3     | 029-106 | 0     |

| Dato  | Kamp                       | Res.  |
| ----- | -------------------------- | ----- |
| 2.12. | Østrig - Dominikanske Rep. | 32-19 |
| 2.12. | Norge - Angola             | 32-26 |
| 3.12. | Dominikanske Rep. - Norge  | 19-42 |
| 3.12. | Angola - Østrig            | 33-22 |
| 4.12. | Norge - Østrig             | 33-20 |
| 4.12. | Angola - Dominikanske Rep. | 41-20 |

| Gruppe C      | Kampe | Mål     | Point |
| ------------- | ----- | ------- | ----- |
| Norge         | 3     | 107-065 | 6     |
| Angola        | 3     | 100-074 | 4     |
| Østrig        | 3     | 074-085 | 2     |
| Dominik. Rep. | 3     | 058-115 | 0     |

| Dato  | Kamp                | Res.  |
| ----- | ------------------- | ----- |
| 2.12. | Polen - Tunesien    | 29-23 |
| 2.12. | Rumænien - Kina     | 31-29 |
| 3.12. | Tunesien - Rumænien | 21-39 |
| 3.12. | Kina - Polen        | 20-27 |
| 4.12. | Kina - Tunesien     | 27-30 |
| 4.12. | Rumænien - Polen    | 38-33 |

| Gruppe D | Kampe | Mål     | Point |
| -------- | ----- | ------- | ----- |
| Rumænien | 3     | 108-830 | 6     |
| Polen    | 3     | 89-81   | 4     |
| Tunesien | 3     | 74-95   | 2     |
| Kina     | 3     | 76-88   | 0     |

| Dato  | Kamp             | Res.  |
| ----- | ---------------- | ----- |
| 2.12. | Spanien - Congo  | 29-24 |
| 2.12. | Ungarn - Japan   | 35-31 |
| 3.12. | Congo - Ungarn   | 20-33 |
| 3.12. | Japan - Spanien  | 29-36 |
| 4.12. | Japan - Congo    | 28-32 |
| 4.12. | Ungarn - Spanien | 26-26 |

| Gruppe E | Kampe | Mål     | Point |
| -------- | ----- | ------- | ----- |
| Ungarn   | 3     | 94-77   | 5     |
| Spanien  | 3     | 91-79   | 5     |
| Congo    | 3     | 76-90   | 2     |
| Japan    | 3     | 088-103 | 0     |

| Dato  | Kamp                | Res.  |
| ----- | ------------------- | ----- |
| 2.12. | Tyskland - Ukraine  | 26-21 |
| 2.12. | Sydkorea - Paraguay | 50-12 |
| 3.12. | Paraguay - Tyskland | 12-45 |
| 3.12. | Ukraine - Sydkorea  | 25-26 |
| 4.12. | Tyskland - Sydkorea | 32-26 |
| 4.12. | Ukraine - Paraguay  | 43-17 |

| Gruppe F | Kampe | Mål     | Point |
| -------- | ----- | ------- | ----- |
| Tyskland | 3     | 103-059 | 6     |
| Sydkorea | 3     | 102-069 | 4     |
| Ukraine  | 3     | 089-069 | 2     |
| Paraguay | 3     | 041-138 | 0     |

### Hovedrunde
De to bedste hold fra hver af de indledende grupper A, B og C blev samlet i hovedrundegruppe M I, mens de seks hold, der gik videre som nr. 1 eller 2 fra grupperne D, E og F samledes i gruppe M II. Resultaterne fra indbyrdes kampe mellem hold fra samme indledende gruppe blev overført til hovedrundegruppen. De fire bedste hold fra hver af hovedrundegrupperne gik videre til kvartfinalerne, mens holdene der sluttede som nr. 5 spillede om placeringerne 9-10, og sekserne om 11.- 12.-pladsen.
Hovedrundegrupperne blev spillet i byerne Dijon og Metz.
| Dato   | Kamp                  | Res.  |
| ------ | --------------------- | ----- |
| 6.12.  | Kroatien - Rusland    | 25-30 |
| 6.12.  | Frankrig - Angola     | 27-29 |
| 6.12.  | Makedonien - Norge    | 22-34 |
| 8.12.  | Makedonien - Frankrig | 23-29 |
| 8.12.  | Kroatien - Angola     | 28-34 |
| 8.12.  | Norge - Rusland       | 22-21 |
| 9.12.  | Makedonien - Angola   | 25-33 |
| 9.12.  | Norge - Kroatien      | 35-29 |
| 9.12.  | Rusland - Frankrig    | 31-20 |
| 11.12. | Angola - Rusland      | 27-40 |
| 11.12. | Frankrig - Norge      | 26-24 |
| 11.12. | Makedonien - Kroatien | 29-29 |

| Gruppe M I | Kampe | Mål     | Point |
| ---------- | ----- | ------- | ----- |
| Norge      | 5     | 147-124 | 8     |
| Rusland    | 5     | 149-116 | 8     |
| Angola     | 5     | 149-152 | 6     |
| Frankrig   | 5     | 130-133 | 6     |
| Kroatien   | 5     | 137-156 | 1     |
| Makedonien | 5     | 121-152 | 1     |

| Dato   | Kamp                | Res.  |
| ------ | ------------------- | ----- |
| 6.12.  | Rumænien - Sydkorea | 31-27 |
| 6.12.  | Spanien - Tyskland  | 25-30 |
| 6.12.  | Polen - Ungarn      | 26-28 |
| 8.12.  | Tyskland - Ungarn   | 30-30 |
| 8.12.  | Polen - Sydkorea    | 33-37 |
| 8.12.  | Spanien - Rumænien  | 19-32 |
| 9.12.  | Spanien - Sydkorea  | 28-26 |
| 9.12.  | Ungarn - Rumænien   | 34-31 |
| 9.12.  | Tyskland - Polen    | 35-32 |
| 11.12. | Sydkorea - Ungarn   | 31-26 |
| 11.12. | Rumænien - Tyskland | 32-24 |
| 11.12. | Spanien - Polen     | 29-30 |

| Gruppe M II | Kampe | Mål     | Point |
| ----------- | ----- | ------- | ----- |
| Rumænien    | 5     | 164-137 | 8     |
| Tyskland    | 5     | 151-145 | 7     |
| Ungarn      | 5     | 144-144 | 6     |
| Sydkorea    | 5     | 147-150 | 4     |
| Spanien     | 5     | 127-144 | 3     |
| Polen       | 5     | 154-167 | 2     |

### Slutspil
Kvartfinalisterne blev fundet i hovedrunden, hvorfra de fire bedste i hver gruppe gik videre. De fire tabere i kvartfinalerne gik videre til kampene om 5.- 8.-pladsen, mens vinderne spillede om placeringerne 1-4 i semifinalerne, bronzekampen og finalen.
| Dato                                            | Kamp                | Res.    | Sted  |
| ----------------------------------------------- | ------------------- | ------- | ----- |
| Kvartfinaler                                    |                     |         |       |
| 13.12.                                          | Angola - Tyskland   | 33-36   | Paris |
| 13.12.                                          | Ungarn - Rusland    | 35-36   | Paris |
| 13.12.                                          | Norge - Sydkorea    | 35-24   | Paris |
| 13.12.                                          | Rumænien - Frankrig | 34-31•• | Paris |
| Semifinaler                                     |                     |         |       |
| 15.12.                                          | Rumænien - Rusland  | 20-30   | Paris |
| 15.12.                                          | Norge - Tyskland    | 33-30   | Paris |
| Bronzekamp                                      |                     |         |       |
| 16.12.                                          | Tyskland - Rumænien | 36-35•  | Paris |
| Finale                                          |                     |         |       |
| 16.12.                                          | Norge - Rusland     | 24-29   | Paris |
| • Efter forlænget spilletid (2×5 min.)          |                     |         |       |
| •• Efter 2 × forlænget spilletid (2 × 2×5 min.) |                     |         |       |

| Plac. | Hold     |
| ----- | -------- |
| 1.    | Rusland  |
| 2.    | Norge    |
| 3.    | Tyskland |
| 4.    | Rumænien |

#### Medaljevindere
| Guld | Sølv | Bronze |
| --- | --- | --- |
| Rusland | Norge | Tyskland |
| Inna Suslina Polina Vjakhireva Irina Poltoratskaja Oksana Romenskaja Ljudmila Postnova Anna Karejeva Jekaterina Andrjusjina Jana Uskova Elena Polenova Emilija Turej Natalia Sjipilova Marija Sidorova Olga Levina Nadesjda Muravjeva Jelena Dmitrijeva Irina Bliznova | Kari Aalvik Grimsbø Anette Hovind Johansen Katja Nyberg Ragnhild Aamodt Gøril Snorroeggen Else-Marthe Sørli Lybekk Tonje Nøstvold Karoline Dyhre Breivang Gro Hammerseng Kari Mette Johansen Terese Pedersen Marit Malm Frafjord Katrine Lunde Haraldsen Linn Sulland Linn-Kristin Riegelhuth Vigdis Hårsaker | Sabine Englert Nadine Härdter Ulrike Stange Grit Jurack Ania Rösler Nina Wörz Anne Müller Nora Reiche Anna Loerper Mandy Hering Nadine Krause Kathrin Blacha Susann Müller Clara Woltering Maike Brückmann Maren Baumbach Stefanie Melbeck |

#### 5.- 8.pladsen
Deltagerne i kampene om 5.- 8.pladsen var de fire tabende kvartfinalister. Holdene spillede blandt andet om adgang til OL-kvalifikationen.
| Dato              | Hold                | Res.  | Sted  |
| ----------------- | ------------------- | ----- | ----- |
| Semifinaler       |                     |       |       |
| 15.12.            | Sydkorea - Angola   | 41-33 | Paris |
| 15.12.            | Frankrig - Ungarn   | 32-27 | Paris |
| Kamp om 7.pladsen |                     |       |       |
| 16.12.            | Angola - Ungarn     | 37-36 | Paris |
| Kamp om 5.pladsen |                     |       |       |
| 16.12.            | Sydkorea - Frankrig | 25-26 | Paris |

| Plac. | Hold     |
| ----- | -------- |
| 5.    | Frankrig |
| 6.    | Sydkorea |
| 7.    | Angola   |
| 8.    | Ungarn   |

#### 9.- 12.pladsen
De to femmere fra grupperne i hovedrunden spillede om 9.pladsen, mens kampen om 11.pladsen stod mellem de to hold, der sluttede som nr. 6 i hovedrundegrupperne.
| Dato               | Hold               | Res.  | Sted  |
| ------------------ | ------------------ | ----- | ----- |
| Kamp om 11.pladsen |                    |       |       |
| 14.12.             | Makedonien - Polen | 31-33 | Paris |
| Kamp om 9.pladsen  |                    |       |       |
| 14.12.             | Kroatien - Spanien | 30-25 | Paris |

| Plac. | Hold       |
| ----- | ---------- |
| 9.    | Kroatien   |
| 10.   | Spanien    |
| 11.   | Polen      |
| 12.   | Makedonien |

### President's Cup
Holdene, der sluttede på 3.-pladserne i de indledende grupper, spillede om 13.- 18.-pladsen i President's Cup den 6. – 9. december i Beauvais. Holdene fra grupperne A, B og C samledes i gruppe I, mens treerne fra grupperne D, E og F blev samlet i gruppe II. Vinderne af de to grupper gik videre til placeringskampen om 13.-pladsen, toerne spillede om 15.-pladsen, mens treerne måtte tage til takke med at spille i kampen om 17.-pladsen.
| Dato  | Kamp                   | Res.  |
| ----- | ---------------------- | ----- |
| 6.12. | Kasakhstan - Brasilien | 19-36 |
| 7.12. | Kasakhstan - Østrig    | 20-25 |
| 8.12. | Brasilien - Østrig     | 38-19 |

| Gruppe I   | Kampe | Mål   | Point |
| ---------- | ----- | ----- | ----- |
| Brasilien  | 2     | 74-38 | 4     |
| Østrig     | 2     | 44-58 | 2     |
| Kasakhstan | 2     | 39-61 | 0     |

| Dato  | Kamp               | Res.  |
| ----- | ------------------ | ----- |
| 6.12. | Tunesien - Congo   | 24-16 |
| 7.12. | Tunesien - Ukraine | 26-31 |
| 8.12. | Congo - Ukraine    | 28-31 |

| Gruppe II | Kampe | Mål   | Point |
| --------- | ----- | ----- | ----- |
| Ukraine   | 2     | 62-54 | 4     |
| Tunesien  | 2     | 50-47 | 2     |
| Congo     | 2     | 44-55 | 0     |

| Dato                                   | Hold                | Res.   | Sted     |
| -------------------------------------- | ------------------- | ------ | -------- |
| Kamp om 17.pladsen                     |                     |        |          |
| 9.12.                                  | Kasakhstan - Congo  | 26-27• | Beauvais |
| Kamp om 15.pladsen                     |                     |        |          |
| 9.12.                                  | Østrig - Tunesien   | 23-30  | Beauvais |
| Kamp om 13.pladsen                     |                     |        |          |
| 9.12.                                  | Brasilien - Ukraine | 21-24  | Beauvais |
| • Efter forlænget spilletid (2×5 min.) |                     |        |          |

| Plac. | Hold       |
| ----- | ---------- |
| 13.   | Ukraine    |
| 14.   | Brasilien  |
| 15.   | Tunesien   |
| 16.   | Østrig     |
| 17.   | Congo      |
| 18.   | Kasakhstan |

Firerne i de indledende grupper spillede om 19.- 24.-pladsen i President's Cup den 6. – 9. december i Plaisir. Holdene fra grupperne A, B og C samledes i gruppe III, mens firerne fra grupperne D, E og F blev samlet i gruppe IV. Vinderne af de to grupper gik videre til placeringskampen om 19.-pladsen, toerne spillede om 21.-pladsen, mens treerne måtte tage til takke med at spille i kampen om 23.-pladsen.
| Dato  | Kamp                           | Res.  |
| ----- | ------------------------------ | ----- |
| 6.12. | Argentina - Australien         | 31-09 |
| 7.12. | Argentina – Dominikanske Rep.  | 21-20 |
| 8.12. | Australien – Dominikanske Rep. | 14-26 |

| Gruppe III  | Kampe | Mål   | Point |
| ----------- | ----- | ----- | ----- |
| Argentina   | 2     | 52-29 | 4     |
| Domin. Rep. | 2     | 46-35 | 2     |
| Australien  | 2     | 23-57 | 0     |

| Dato  | Kamp             | Res.  |
| ----- | ---------------- | ----- |
| 6.12. | Kina - Japan     | 22-30 |
| 7.12. | Kina - Paraguay  | 23-14 |
| 8.12. | Japan - Paraguay | 36-08 |

| Gruppe IV | Kampe | Mål   | Point |
| --------- | ----- | ----- | ----- |
| Japan     | 2     | 66-30 | 4     |
| Kina      | 2     | 45-44 | 2     |
| Paraguay  | 2     | 22-59 | 0     |

| Dato               | Hold                     | Res.  | Sted    |
| ------------------ | ------------------------ | ----- | ------- |
| Kamp om 23.pladsen |                          |       |         |
| 9.12.              | Australien - Paraguay    | 14-16 | Plaisir |
| Kamp om 21.pladsen |                          |       |         |
| 9.12.              | Dominikanske Rep. - Kina | 16-35 | Plaisir |
| Kamp om 19.pladsen |                          |       |         |
| 9.12.              | Argentina - Japan        | 20-31 | Plaisir |

| Plac. | Hold        |
| ----- | ----------- |
| 19.   | Japan       |
| 20.   | Argentina   |
| 21.   | Kina        |
| 22.   | Domin. Rep. |
| 23.   | Paraguay    |
| 24.   | Australien  |

### Statistik
Topscorere

Tabellen viser de ti spillere, som scorede flest mål ved VM-slutrunden.
| Spiller               | Mål | Skud | Mål/skud | Kampe |
| --------------------- | --- | ---- | -------- | ----- |
| Grit Jurack           | 85  | 135  | 62 %     | 9     |
| Anita Görbicz         | 80  | 136  | 59 %     | 10    |
| Marcelina Kiala       | 72  | 162  | 44 %     | 10    |
| Ramona Petruta Maier  | 60  | 94   | 64 %     | 10    |
| Sophie Herbrecht      | 59  | 119  | 50 %     | 10    |
| Sunhee Woo            | 57  | 87   | 66 %     | 10    |
| Nair Almeida          | 57  | 108  | 53 %     | 10    |
| Tímea Toth            | 57  | 112  | 51 %     | 10    |
| Ilda Bengue           | 56  | 93   | 60 %     | 10    |
| Marta Mangue Gonzales | 55  | 82   | 67 %     | 8     |
Målmænd

Tabellen viser de ti målmænd med højst redningsprocent, som modtog mindst 20 % af sit holds modtagne skud.
| Spiller                 | Redn./skud | Redninger | Skud | Kampe |
| ----------------------- | ---------- | --------- | ---- | ----- |
| Terese Pedersen         | 48 %       | 45        | 93   | 7     |
| Maria Makarenko         | 43 %       | 23        | 54   | 4     |
| Inna Suslina            | 42 %       | 99        | 237  | 10    |
| Darly Zoqbi             | 41 %       | 36        | 88   | 6     |
| Amandine Leynaud        | 40 %       | 33        | 82   | 10    |
| Chana Franciela Masson  | 40 %       | 50        | 126  | 6     |
| Clara Woltering         | 40 %       | 74        | 187  | 10    |
| Valentina Kogan         | 40 %       | 49        | 124  | 5     |
| Katrine Lunde Haraldsen | 39 %       | 98        | 251  | 9     |
| Luminita Dinu           | 39 %       | 105       | 272  | 10    |

### Værtsbyer og arenaer
Der blev spillet i 11 forskellige byer og haller fordelt over det meste af Frankrig.
| By                                     | Hal                                   | Kapacitet |
| -------------------------------------- | ------------------------------------- | --------- |
| Indledende runde                       |                                       |           |
| Lyon                                   | Palais de Sports de Gerland           | 5.100     |
| Nantes                                 | Palais de Sports de Beaulieu          | 4.500     |
| Nîmes                                  | Le Parnasse                           | 4.000     |
| Pau                                    | Palais des Sports                     | 6.000     |
| Saint-Brieuc                           | Salle Steredenn                       | 2.400     |
| Toulon                                 | Palais de Sport                       | 4.200     |
| Hovedrunde                             |                                       |           |
| Dijon                                  | Palais de Sports Jean Michel Geoffroy | 3.900     |
| Metz                                   | Salle Les Arènes                      | 4.800     |
| Slutspil og finaler (1. - 12.-pladsen) |                                       |           |
| Paris                                  | Palais Omnisports de Paris-Bercy      | 14.000    |
| President's Cup (13. - 18.-pladsen)    |                                       |           |
| Beauvais                               | L'Elispace                            | 2.800     |
| President's Cup (19. - 24.-pladsen)    |                                       |           |
| Plaisir                                | Palais des Sports Pierre de Coubertin | 1.260     |

## Kvalifikation
Slutrundens 24 hold blev fundet ved forskellige kvalifikationsturneringer, der blev afviklet på de respektive kontinenter. Europa havde 12 pladser at spille om, mens Asien skulle finde fire deltagende nationer. Panamerika var blevet tildelt fire pladser, Afrika tre pladser, mens Oceanien fik en enkelt plads i slutrundefeltet.
Følgende 24 landshold kvalificerede sig til slutrunden:
| Fra Europa: - Rusland - Frankrig - Norge - Tyskland - Ungarn - Østrig - Spanien - Rumænien - Polen - Ukraine - Kroatien - Makedonien | Fra Panamerika: - Brasilien - Argentina - Dominikanske Rep. - Paraguay Fra Afrika: - Angola - Tunesien - Congo | Fra Asien: - Kina - Japan - Sydkorea - Kasakhstan Fra Oceanien: - Australien |

### Europa
De europæiske hold spillede om 12 pladser ved VM-slutrunden. Fem lande var direkte kvalificerede: Frankrig (som værtsland), Rusland (som forsvarende verdensmester), samt Norge, Tyskland og Ungarn (de tre bedste hold fra EM 2006, som ikke i forvejen var kvalificeret). De sidste syv europæiske deltagere blev fundet i syv playoff-opgør, hvor holdene mødtes i to kampe – ude og hjemme (se nedenfor). 
De 11 deltagende lande ved EM 2006, som ikke gik direkte videre til VM, var direkte kvalificeret til playoff-kampene. De sidste tre lande blev fundet i en kvalifikationsrunde mellem de resterende tilmeldte hold. De syv samlede vindere kvalificerede sig til VM-slutrunden i Frankrig.

#### Kvalifikationsrunde
Kvalifikationsrunden, hvor de 16 lavest rangerede hold spillede om tre ledige pladser i playoff-kampene, blev spillet i perioden 28. november – 3. december 2006. Holdene blev inddelt i syv grupper med 5-6 hold. De tre gruppevindere gik videre til playoff-kampene.
| Gruppe 1     | Kampe | Mål     | Point |
| ------------ | ----- | ------- | ----- |
| Rumænien     | 4     | 165-089 | 8     |
| Portugal     | 4     | 125-097 | 6     |
| Island       | 4     | 118-125 | 4     |
| Aserbajdsjan | 4     | 101-128 | 2     |
| Italien      | 4     | 069-139 | 0     |

| Gruppe 2     | Kampe | Mål     | Point |
| ------------ | ----- | ------- | ----- |
| Hviderusland | 4     | 125-086 | 8     |
| Slovakiet    | 4     | 127-085 | 6     |
| Litauen      | 4     | 107-094 | 4     |
| Schweiz      | 4     | 094-100 | 2     |
| Letland      | 4     | 059-147 | 0     |

| Gruppe 3      | Kampe | Mål     | Point |
| ------------- | ----- | ------- | ----- |
| Tyrkiet       | 5     | 175-144 | 8     |
| Montenegro    | 5     | 151-131 | 8     |
| Tjekkiet      | 5     | 164-125 | 8     |
| Bulgarien     | 5     | 145-162 | 4     |
| Grækenland    | 5     | 149-183 | 2     |
| Bosnien-Herc. | 5     | 130-169 | 0     |

| Dato   | Kamp                  | Resultat |
| ------ | --------------------- | -------- |
| 29.11. | Montenegro - Tyrkiet  | 30-28    |
| 1.12.  | Tjekkiet - Montenegro | 24-23    |
| 2.12.  | Tyrkiet - Tjekkiet    | 35-29    |

| Indbyrdes still. | Kampe | Mål   | Point |
| ---------------- | ----- | ----- | ----- |
| Tyrkiet          | 2     | 63-59 | 2     |
| Montenegro       | 2     | 53-52 | 2     |
| Tjekkiet         | 2     | 53-58 | 2     |

Resultaterne betød, at Rumænien, Hviderusland og Tyrkiet kvalificerede sig til playoff-kampene.

#### Playoff-kampe
Playoff-kampene havde deltagelse af de elleve hold, der endte på 6. – 16.-pladsen ved EM 2006 samt de tre gruppevindere fra kvalifikationsrunden. Kampene blev afviklet i weekenderne 2./3. juni og 9./10. juni 2007, og de fik følgende resultater (med hjemmeholdet i første kamp nævnt først):
| Kamp                      | Samlet | 1.kamp | 2.kamp |
| ------------------------- | ------ | ------ | ------ |
| Holland - Kroatien        | 49-55  | 24-27  | 25-28  |
| Spanien - Tyrkiet         | 60-54  | 33-25  | 27-29  |
| Sverige - Rumænien        | 40-49  | 16-25  | 24-24  |
| Polen - Serbien           | 54-52  | 27-23  | 27-29  |
| Slovenien - Østrig        | 50-55  | 26-27  | 24-28  |
| Makedonien - Hviderusland | 47-46  | 26-21  | 21-25  |
| Danmark - Ukraine         | 54-58  | 30-30  | 24-28  |
De syv samlede vindere af playoff-kampene (Kroatien, Spanien, Rumænien, Polen, Østrig, Makedonien og Ukraine) kvalificerede sig til VM-slutrunden i Frankrig.

### Panamerika
Panamerika rådede over fire VM-pladser. De fire pladser gik til de fire bedst placerede hold ved det panamerikanske mesterskab i Santo Domingo, Den Dominikanske Republik, som blev afviklet 31. maj – 4. juni 2007.
| Gruppe A    | Kampe | Mål   | Point |
| ----------- | ----- | ----- | ----- |
| Argentina   | 3     | 65-57 | 4     |
| Domin. Rep. | 3     | 75-71 | 4     |
| Uruguay     | 3     | 69-66 | 3     |
| Mexico      | 3     | 55-70 | 1     |

| Gruppe B  | Kampe | Mål     | Point |
| --------- | ----- | ------- | ----- |
| Brasilien | 3     | 124-400 | 6     |
| Paraguay  | 3     | 58-88   | 3     |
| Canada    | 3     | 66-89   | 2     |
| USA       | 3     | 63-94   | 1     |

Resultaterne betød, at Argentina, Den Dominikanske Republik, Brasilien og Paraguay kvalificerede sig til VM-slutrunden i Frankrig.
Grønland var på kontroversiel vis blevet udelukket fra at deltage i den panamerikanske kvalifikation, fordi et flertal af PATHF's medlemslande mente, at Grønland i stedet burde kvalificere sig gennem den europæiske kvalifikation. Denne beslutning blev senere kendt ulovlig af IHF.

### Afrika
Afrika rådede over tre VM-pladser. De tre pladser gik til de tre bedst placerede hold ved det afrikanske mesterskab i Tunesien, som blev afviklet 10. – 20. januar 2006.
| Gruppe A        | Kampe        | Mål          | Point        |
| --------------- | ------------ | ------------ | ------------ |
| Congo           | 2            | 59-41        | 4            |
| Elfenbenskysten | 2            | 50-55        | 1            |
| Comorerne       | 2            | 45-58        | 1            |
| Algeriet        | Meldte afbud | Meldte afbud | Meldte afbud |
| Tanzania        | Meldte afbud | Meldte afbud | Meldte afbud |

| Gruppe B        | Kampe        | Mål          | Point        |
| --------------- | ------------ | ------------ | ------------ |
| Angola          | 3            | 116-540      | 5            |
| Tunesien        | 3            | ??-??        | 5            |
| Dem. Rep. Congo | 3            | 64-89        | 2            |
| Gabon           | 3            | ??-??        | 0            |
| Senegal         | Meldte afbud | Meldte afbud | Meldte afbud |

| Dato        | Kamp                     | Res.  |
| ----------- | ------------------------ | ----- |
| Semifinaler |                          |       |
| 18.1.       | Congo - Tunesien         | 21-24 |
| 18.1.       | Angola - Elfenbenskysten | 29-28 |
| Bronzekamp  |                          |       |
| 19.1.       | Congo - Elfenbenskysten  | 22-15 |
| Finale      |                          |       |
| 20.1.       | Tunesien - Angola        | 30-32 |

Resultaterne betød, at Angola, Tunesien og Congo kvalificerede sig til VM-slutrunden i Frankrig.

### Asien
Asien rådede over fire VM-pladser, som gik til de fire deltagende hold i det asiatiske mesterskab, der blev spillet i Guangzhou, Kina i perioden 1. – 5. juli 2006. Eftersom alle holdene allerede var kvalificerede, spillede de om den bedste seedning til VM-slutrunden.
| Dato | Kamp                  | Res.  |
| ---- | --------------------- | ----- |
| 1.7. | Sydkorea - Kasakhstan | 39-16 |
| 1.7. | Kina - Japan          | 29-27 |
| 3.7. | Japan - Sydkorea      | 23-31 |
| 3.7. | Kina - Kasakhstan     | 34-18 |
| 5.7. | Japan - Kasakhstan    | 41-22 |
| 5.7. | Kina - Sydkorea       | 26-27 |

| Stilling   | Kampe | Mål    | Point |
| ---------- | ----- | ------ | ----- |
| Sydkorea   | 3     | 97-065 | 6     |
| Kina       | 3     | 89-073 | 4     |
| Japan      | 3     | 91-082 | 2     |
| Kasakhstan | 3     | 57-114 | 0     |

### Oceanien
Oceaniens ene deltager ved VM-slutrunden blev fundet i forbindelse med Pacific Cup 2007, som afvikledes i Sydney, Australien i perioden 5. – 9. juni 2007. VM-kvalifikationen havde deltagelse af tre hold – et fra Australien og to(!) fra New Zealand:
| Dato | Kamp                                         | Res.  |
| ---- | -------------------------------------------- | ----- |
| 5.6. | Australien - Handball New Zealand            | 33-14 |
| 6.6. | Australien - Handball New Zealand            | 30-15 |
| 8.6. | Australien - New Zealand Handball Federation | 27-11 |
| 9.6. | Australien - New Zealand Handball Federation | 22-14 |

| VM-kvalifikation       | Kampe | Mål     | Point |
| ---------------------- | ----- | ------- | ----- |
| Australien             | 4     | 112-540 | 8     |
| NZ Handball Federation | 2     | 25-49   | 0     |
| Handball New Zealand   | 2     | 29-63   | 0     |

Resultaterne betød, at Australien kvalificerede sig til VM-slutrunden